# Elijah Interfaith Institute
Elijah Interfaith Institute (Institut Interreligiós Elijah) és una organització internacional sense ànim de lucre patrocinada per la UNESCO, fundada pel rabí Alon Goshen-Gottstein el 1997 ubicada a Israel.
La missió de l'Elijah Interfaith Institute, la resumeix el seu lema "Compartint la saviesa, fomentem la pau", potenciant la unitat dins la diversitat, creant un món harmoniós. A través de les seves diverses activitats, l'Elijah aprofundeix la interrelació entre líders religiosos i erudits i, a través d'ells, divulga la seva visió dins les seves diverses comunitats. El 2016, la Junta de líders religiosos del món de l'Elijah Institute va articular el missatge d'Elijah com: "Les grans religions del món irradien la saviesa que pot curar el món. L'esperit d'Elijah és la saviesa, la inspiració, l'amistat i l'esperança a través de les tradicions religioses ".
Amb la seu central a Jerusalem, Elijah compta amb oficines i representants en diferents països, i realitza les seves activitats en múltiples escenaris internacionals.

## Elijah Board of World Religious Leaders
Un dels projectes destacats de l'institut és l'Elijah Board of World Religiós Leaders (Junta de líders religiosos mundials d'Elijah) que reuneix algunes de les figures religioses més destacades del món del judaisme, l'islam, el cristianisme, el budisme i les religions de l'Índia per proporcionar una plataforma per a l'intercanvi d'idees que condueixi a la transformació de les religions i els seus ensenyaments. La Junta compta amb uns 70 líders de totes les tradicions religioses i inclou figures com el Dalai Lama, el cardenal Schonborn, el gran mufti Mustafa Ceric, Amma Amritanandamayi, el Rabí major Jonathan Sacks i el Swami Rameshwarananda Giri Maharaj. La junta representa una oportunitat perquè aquests líders religiosos abordin col·lectivament els problemes actuals des dels recursos de les seves pròpies tradicions. La Junta de líders religiosos mundials de Elijah es reuneix en persona cada dos anys, en diferents llocs del món. S'han reunit set vegades, des de la seva creació a Sevilla l'any 2003. Els subgrups s'han reunit en projectes específics d'interès comú. Els membres del Consell responen periòdicament conjuntament a qüestions de preocupació global que exigeixen una veu religiosa unitària.
La vuitena trobada bianual s'ha realitzat entre el 25 i el 29 de novembre de 2018 a Extremadura on s'han reunit 50 religiosos d'arreu del món de 6 corrents diferents. Per debatre el tema Identitat i misticisme. Les conclusions serviran per redactar la Declaració d'Amistat entre Religions que es preveu firmar el 2020 a La Haya. Rebuts pel President de la Junta d'Extremadura Guillermo Fernández Vara i pel Cardenal Osoro. La trobada va ser organitzada per la Fundació Phi de la mà de Swami Rameshwrananda Giri Maharaj amb la col·laboració de la Junta de Extremadura y el Foro Interreligioso Internacional Transcendence.

## The Elijah Interfaith Academy
L'Acadèmia Elijah Interfaith proporciona l'estructura institucional que permet als acadèmics i professors de diferents tradicions compartir la seva docència, participar en projectes comuns, crear recursos intel·lectuals i proporcionar un poderós símbol de cooperació interreligiosa. La temàtica dels projectes realitzats és la religió dins la societat contemporània utilitzant els fonaments teòrics de les relacions interreligioses. Una sèrie de publicacions de Lexington Books presenta la recerca de l'Acadèmia Interfaith. Diversos projectes d'investigació i publicacions s'han centrat en la teologia de les religions, tenint en compte els enfocaments teològics d'una determinada religió cap als altres, així com de qüestions teòriques més àmplies relacionades amb el pluralisme religiós. Un fòrum acadèmic de l'Acadèmia Interfaith Elijah està dedicat a l'estudi de la vida mística i espiritual en un context interreligiós. Un dels projectes de recerca contemporània se centra en l'estudi de les persones religioses destacades que tenen el potencial d'inspirar-se en les tradicions religioses. Aquests són estudiats a través d'una categoria recentment desenvolupada: "Genis religiosos".